# فايز غصن
فايز غصن (28 يونيو 1950 - 22 نوفمبر 2021)، هو سياسي لبناني ووزير سابق في حكومة نجيب ميقاتي.

## ولادته وأسرته
- ولد في بلدة كوسبا بقضاء الكورة في 28 حزيران 1950.
- متأهل من السيدة يونا باخوس حكيم ولهما ابنتان: نادين وكارين.

## الدراسة
- إجازة في الصحافة في الجامعة اللبنانية في بيروت
- ماجستير في العلوم السياسية في الجامعة اليسوعية في بيروت

## في السياسة
- انتخب نائبا عن محافظة الشمال في لبنان للمرة الأولى بين أعوام (1992 - 1996).
- أعيد انتخابه نائبا عن محافظة الشمال في دروات الأعوام (1996 - 2000)
- عُيّن وزيرا للدفاع في حكومة الرئيس نجيب ميقاتي التي تشكّلت عام 2011 ميلادي.
- شغل منصب نائب رئيس «تيار المردة» منذ عام 2006 حتى وفاته.